# Монтаг'ю (Нью-Йорк)
Монтаг'ю (англ. Montague) — місто (англ. town) в США, в окрузі Льюїс штату Нью-Йорк. Населення — 97 осіб (2020).

## Демографія
Згідно з переписом 2010 року, у місті мешкало 78 осіб у 28 домогосподарствах у складі 21 родини. Було 259 помешкань
Расовий склад населення:
| - 98,7 % — білих - 1,3 % — азіатів |

До двох чи більше рас належало 0,0 %. Частка іспаномовних становила 3,8 % від усіх жителів.
За віковим діапазоном населення розподілялося таким чином: 28,2 % — особи молодші 18 років, 62,8 % — особи у віці 18—64 років, 9,0 % — особи у віці 65 років та старші. Медіана віку мешканця становила 39,5 року. На 100 осіб жіночої статі у місті припадало 85,7 чоловіків;  на 100 жінок у віці від 18 років та старших — 100,0 чоловіків також старших 18 років.
За межею бідності перебувало 2,5 % осіб, у тому числі 0,0 % дітей у віці до 18 років та 0,0 % осіб у віці 65 років та старших.
Цивільне працевлаштоване населення становило 19 осіб. Основні галузі зайнятості: освіта, охорона здоров'я та соціальна допомога — 26,3 %, будівництво — 21,1 %, публічна адміністрація — 15,8 %, виробництво — 15,8 %.